# Notting Hill (pel·lícula)
Notting Hill és una pel·lícula dirigida per Roger Michell i protagonitzada per Julia Roberts i Hugh Grant. Va estrenar-se el 28 de maig de 1999 als Estats Units i va estar nominada al Globus d'Or a la millor pel·lícula musical o còmica.

## Argument
Quan la famosa actriu Anna Scott (Julia Roberts) entra a la petita llibreria d'en William Thacker (Hugh Grant) al barri de Notting Hill de Londres no imagina com canviarà a la seva vida. El venedor s'enamora d'ella a primera vista i fa tot el que pot per conquistar-la. Malgrat les complicacions que queden pal·leses, fins i tot abans de començar la relació, l'amor que els uneix superarà tots els obstacles. La senzillesa i l'ambient romàntic que l'envolta, com els parcs de nit, la llibreria decadentista i els carrers atapeïts de gent i paradetes ambulants, és un tret característic de la pel·lícula que, per a l'espectador, no passa desapercebut.

## Repartiment
- Julia Roberts: Anna Scott.
- Hugh Grant: William Thacker.
- Rhys Ifans: Spike.
- Tim McInnerny: Max.
- Gina McKee: Bella.
- Hugh Bonneville: Bernie.
- Emma Chambers: Honey Thacker.
- Alec Baldwin: Jeff King (Cameo).

## Producció
Va filmar-se entre el 28 d'abril i l'1 de juliol del 1998. Va gravar-se íntegrament a la ciutat de Londres. Julia Roberts va cobrar quinze milions de dòlars pel seu paper.
A més a més, l'actriu i Hugh Grant foren els primers actors a qui se'ls va oferir els rols principals. Anthony Minghella al començament havia de ser el director de la pel·lícula, però després en fou Roger Michell.
La casa de la porta blava, on viu el personatge de William, existeix en realitat, anteriorment va ser propietat del guionista Richard Curtis.

## Premis i nominacions

### Nominacions
- 2000. Globus d'Or a la millor pel·lícula musical o còmica
- 2000. Globus d'Or al millor actor musical o còmic per Hugh Grant
- 2000. Globus d'Or a la millor actriu musical o còmica per Julia Roberts
- 2000. BAFTA a la millor pel·lícula britànica
- 2000. BAFTA al millor actor secundari per Rhys Ifans